# Freiburger Orgelbau Hartwig und Tilmann Späth
Die Firma Freiburger Orgelbau Hartwig und Tilmann Späth beschäftigt sich mit dem Bau von Orgeln und ist ansässig in March im Landkreis Breisgau-Hochschwarzwald.

## Geschichte

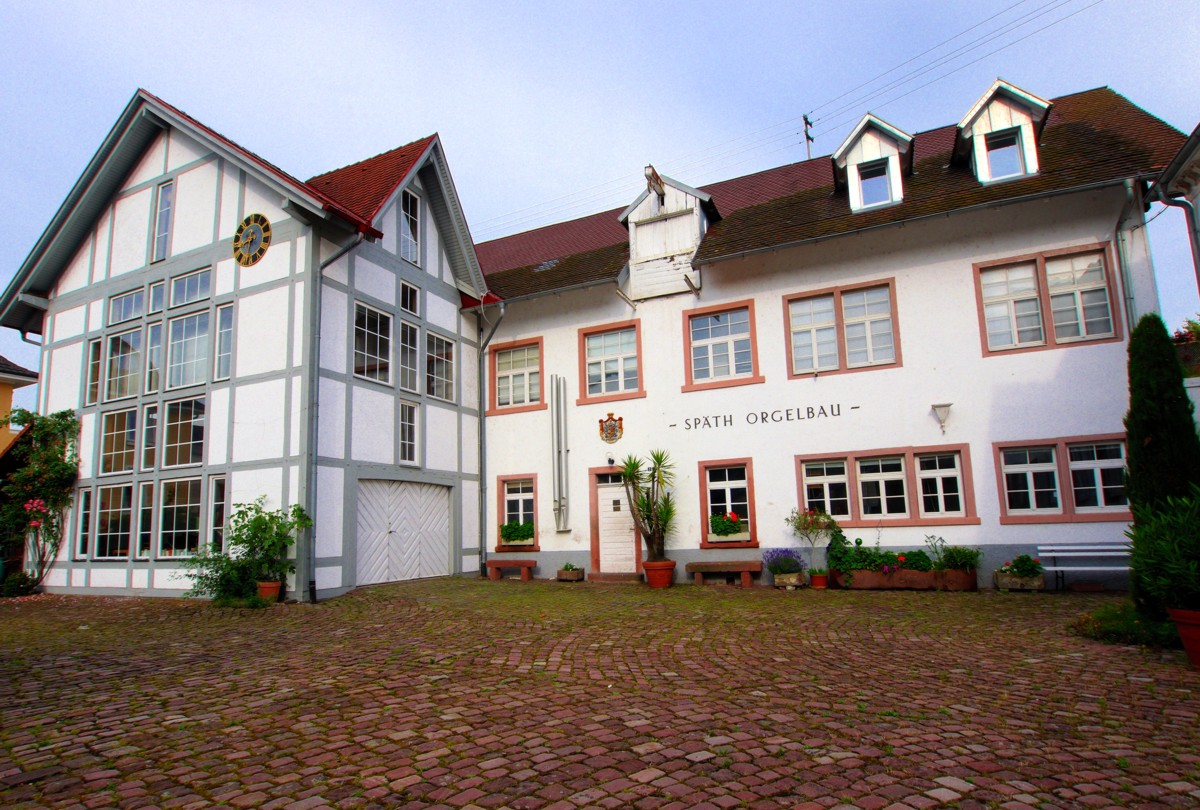
Hauptgebäude der Werkstätten Freiburger Orgelbau Hartwig und Tilmann Späth

Der Orgelbauer Alois Späth (* 16. Juni 1825 in Ennetach; † 7. Juli 1876 in Ennetach) gründete 1862 in Ennetach eine Orgelbauwerkstatt. Seine Söhne Franz Xaver (* 22. November 1859; † 5. Oktober 1940) und Albert (* 15. Februar 1866; † 8. März 1948) führten das Unternehmen unter dem Namen Gebr. Späth Orgelbau weiter. Die Söhne von Franz Xaver, Karl und August (* 4. September 1908; † 25. September 1979) übernahmen die Geschäftstätigkeiten.
1964 trennte sich August mit seinem Sohn Hartwig von der in Ennetach ansässigen Werkstatt und überführte die Freiburger Filiale in sein eigenes Unternehmen Freiburger Orgelbau August Späth, Orgelbaumeister. Das Unternehmen trägt seit dem Jahr 2008 den Namen Freiburger Orgelbau Hartwig und Tilmann Späth OHG, es steht unter der Leitung von Hartwig Späth und Tilmann Späth in 4. bzw. 5. Generation.
Die Ausbildung des derzeitigen Seniorchefs Hartwig Späth begann 1958 mit einer Lehre bei seinem Vater August Späth. Von 1959 bis 1965 studierte Hartwig Späth an der Technischen Hochschule München Wirtschaftsingenieurwesen, das er mit dem akademischen Grad „Diplom-Wirtschaftsingenieur“ abschloss. 1970 legte er die Meisterprüfung als Orgelbauer ab. Ab dem Tod seines Vaters war er Alleininhaber des Unternehmens.
Tilmann Späth (* 13. Mai 1984 in Freiburg) legte nach einer Ausbildung zum Orgelbauer bei Firma Rensch und Gesellenjahren bei seinem Vater im Jahr 2008 die Meisterprüfung in Ludwigsburg ab. Seitdem ist er Mitinhaber der Firma. Seit 2015 ist er im Beirat des Bundes Deutscher Orgelbaumeister.

## Werke (Auswahl)
| Jahr      | Opus  | Ort                                    | Gebäude                                             | Bild | Manuale   | Register | Bemerkungen |
| --------- | ----- | -------------------------------------- | --------------------------------------------------- | ---- | --------- | -------- | --- |
| 1964      | 744   | Kenzingen                              | St. Laurentius                                      |      | III/P     | 33       | → Orgel |
| 1966      | 753   | Sasbach am Kaiserstuhl                 | Litzelbergkapelle                                   |      | II/P      | 13       | → Orgel |
| 1968      | 761   | Freiburg im Breisgau                   | St. Josef                                           |      | II/P      | 21       | Neubau in drei Bauabschnitten → Orgel |
| 1973      | 832   | Berlin-Reinickendorf                   | St. Martin                                          |      | II/P      | 13       | Neubau → Orgel |
| 1975/2016 | 846   | Annapolis (Maryland, USA)              | St. Anne’s                                          |      | III/P     | 34       | Neubau. Renoviert 2016. |
| 1977/1987 | 860   | Berlin-Lankwitz                        | Mater Dolorosa                                      |      | III/P     | 40       | 1977 Neubau II+P/18. 1987 Erweiterung um ein Rückpositiv und ein weiteres Pedalwerk |
| 1978      | 865   | Hugstetten                             | St. Gallus                                          |      | II/P      | 25       | → Orgel |
| 1979      | 878   | Weil am Rhein-Haltingen                | St. Maria                                           |      | II/P      | 18       | → Orgel |
| 1980      | 884   | Ehrenkirchen-Norsingen                 | St. Gallus                                          |      | II/P      | 20       | → Orgel |
| 1981      | 886   | Berlin-Neukölln                        | St. Clara                                           |      | III/P     | 44       | Neubau → Orgel |
| 1981      | 897   | Berlin-Charlottenburg                  | Friedenskirche Westend                              |      | II/P      | 16       | Neubau → Orgel |
| 1982      | 898   | Gottenheim                             | St. Stephan                                         |      | II/P      | 20       | Neubau unter Verwendung Materials von Eduard Stadtmüller → Orgel |
| 1982      | 900   | Friedingen                             | St. Leodegar                                        |      | II/P      | 23       | Neubau im alten Gehäuse → Orgel |
| 1983      | 901   | Buchheim                               | St. Georg                                           |      | II/P      | 16       | Neubau als Rekonstruktion der Gebrüder Martin-Orgel → Orgel |
| 1984      | 906   | Niederrimsingen                        | St. Laurentius                                      |      | II/P      | 18       | Neubau unter Verwendung älterer Teile → Orgel |
| 1984/2014 | 910   | Bonndorf                               | St. Peter und Paul                                  |      | II/P      | 32       | Neubau unter Verwendung älterer Teile. Renoviert 2014 → Orgel und Orgel |
| 1987      | 919   | Ottenschlag                            | Pfarrkirche Ottenschlag                             |      |           |          | |
| 1987      | 922   | Schelingen                             | St. Gangolf                                         |      | II/P      | 9        | Neubau im alten Gehäuse → Orgel |
| 1989      | 932   | Fürth                                  | Auferstehungskirche                                 |      | III/P     | 40       | Neubau im alten Gehäuse |
| 1990      | 936   | Blansingen                             | Peterskirche                                        |      | I/P       | 11       | → Orgel |
| 1990      | 938   | Wien (AT)                              | Kalvarienbergkirche                                 |      | III/P     | 38       | Neubau im elsässisch-französischen Stil |
| 1991/2017 | -     | Freiburg                               | Kreuzkirche                                         |      | II/P      | 22       | Renovierung und Aufstellung der 1964 für die Heilig-Geist-Kirche in Berlin-Charlottenburg gebauten Klais-Orgel. 2017 weitere geringfügige Dispositionsänderungen und Nachintonation → Orgel                                                                                        |
| 1993      | 953   | Kirchzarten                            | Friedhofskapelle                                    |      | I         | 6        | → Orgel |
| 1996      | 961   | Riedlingen                             | St. Georg                                           |      | III/P     | 52       | Neubau. Regulierbarer Druckpunktminderer; Schleifladen mit Barkersteuerung für Doppelventile |
| 1996      | -     | Müllheim                               | Stadtkirche                                         |      | III/P     | 46       | Renovierung, Dispositionsänderung und Nachintonation der 1964 erbauten Bader-Orgel. Revision 2023. |
| 1903/1997 | 109   | Bad Mergentheim                        | Marienkirche                                        |      | II/P      | 23       | 1997 Restaurierung der 1903 durch Gebr. Späth erbauten Orgel. Pneumatische Taschenladen. |
| 1998/2019 | -     | Königsfeld-Neuhausen                   | St. Martin                                          |      | II/P      | 9        | Restaurierung und Aufstellung einer Orgel von Charles Mutin (1898). Revision 2019. |
| 1999      | 959   | München-Neuaubing                      | St. Konrad                                          |      | II/P      | 26       | |
| 2000      | -     | Schopfheim                             | Stadtkirche                                         |      | II/P      | 26       | Restaurierung der Voit-Orgel aus dem Jahr 1892 → Orgel |
| 2000–2011 | 971   | Mettmann                               | St. Lambertus                                       |      | III/P     | 42       | Neubau in 3 Bauabschnitten unter Verwendung des Gehäuses und 19 Register der Stahlhuth-Orgel von 1912. |
| 2001      | 976   | Minden                                 | St. Marien                                          |      | III/P     | 41       | Neubau |
| 2001      | 977   | March-Holzhausen                       | St. Pankratius                                      |      | II/P      | 16       | Neubau; II. Manual mit 10 Wechselschleifen. Manual-Register im Generalschweller. Nebenzüge Klapperstorch und Finkenschlag → Orgel |
| 2002      | 980   | Berlin-Tempelhof/Schöneberg            | Friedhofskirche St. Fidelis                         |      | II/P      | 18       | Neubau. Das Pedal besteht aus 3 Transmissionen und 4 Wechselschleifen (Gemeinsame Windlade mit II. Manual) |
| 2003      | 982   | Kopenhagen-Virum (DK)                  | Kirche                                              |      | III/P     | 31       | Neubau |
| 2003/2022 | -     | Braunschweig                           | Dom                                                 |      | IV/P      | 57       | Renovierung, Umbau, Erweiterung und Neuintonation der 1962 erbauten Karl-Schuke-Orgel. 2022 erneute Nachintonation und Dispositionsänderung. |
| 2003      | 981   | Hainstadt (Hainburg)                   | St. Wendelinus                                      |      | II/P      | 31       | Neubau |
| 2004      | -     | Freiburg                               | Universitätskirche (Jesuitenkirche)                 |      | III/P     | 36       | Renovierung und Nachintonation der 1958 gebauten und mehrfach veränderten Dold-Orgel → Orgel |
| 2004      | -     | Altenbochum                            | Lukaskirche                                         |      | II/P      | 30       | Restaurierung der 1900 von Wilhelm Sauer gebauten Orgel. Rekonstruktion der pneumatischen Traktur. |
| 2004      | 983   | Wien (AT)                              | Jesuitenkirche (Universitätskirche)                 |      | III/P     | 41       | Neubau unter teilweiser Verwendung des alten Gehäuses. Franz.-romant. Klangstil nach Cavaillé-Coll |
| 2004      | 985   | Oberhausen-Buschhausen                 | St. Josef                                           |      | II/P      | 32       | Neubau |
| 2004      | 986-a | Niedereggenen                          | Ev. Kirche                                          |      | II/P      | 17       | Neubau. Das Pedal besteht aus 6 Transmissionen. 2 Vorabzüge → Orgel |
| 2004      | -     | Hersbruck                              | St. Maria                                           |      | III/P     | 29       | Renovierung der 1975 im alten Gehäuse (1738) gebauten Steinmeyer-Orgel. Technische Modifikationen und Nachintonation. |
| 2005      | -     | Marbach                                | Alexanderkirche                                     |      | III/P     | 42       | Restaurierung und Aufstellung der 1868 von Heinrich Voit für die St.-Gallus-Kirche in Ladenburg gebauten und ab 1927 mehrfach veränderten Orgel. Rekonstruktion des Prospektaufbaus. → Orgel der Alexanderkirche (Marbach am Neckar)                                               |
| 2005      | 986-b | München-Haidhausen                     | St. Johann Baptist                                  |      | III/P     | 44       | Neubau |
| 2006      | 987   | Kandern-Riedlingen                     | Ev. Kirche                                          |      | II/P      | 9        | Neubau. 2 Vorabzüge. → Orgel |
| 2006      | 988   | Soest                                  | St. Petri                                           |      | III/P     | 46       | Neubau. 3 Transmissionen, 1 Vorabzug. → Orgel |
| 2006      | -     | Eschenlohe                             | St. Clemens                                         |      | II/P      | 22       | Restaurierung der 1906 von Franz Borgias Maerz gebauten Orgel unter Beibehaltung der elektrischen Trakturen. |
| 2007      | 989   | Aschaffenburg-Strietwald               | St. Konrad                                          |      | II/P      | 25       | Neubau mit 4 Transmissionen. |
| 2007      | 990   | Reutlingen                             | St. Wolfgang                                        |      | III/P     | 33       | Neubau. 3 Extensionen |
| 2008      | 991   | Buggingen                              | Ev. Kirche                                          |      | I/P       | 10       | Neubau. Das Pedal besteht aus 6 Transmissionen. |
| 2008      | 992   | Albertshausen (Reichenberg)            | Ev. Kirche                                          |      | II/P      | 9        | Neubau im alten Gehäuse. II. Manual mit 5 Wechselschleifen. |
| 2008      | -     | Hamburg                                | Hauptkirche St. Michaelis                           |      | II/P      | 7        | Restaurierung und Aufstellung einer 1917 von der Firma Strebel gebauten Orgel in der Krypta. Elektropneumatische Taschenladen. Ausgebaute Superoktavkoppeln. → Orgeln der Hauptkirche Sankt Michaelis                                                                              |
| 2009      | 993   | Filderstadt-Bonlanden                  | Neuapost. Kirche                                    |      | II/P      | 12       | Neubau; II. Manual mit 7 Wechselschleifen. Generalschweller. |
| 2009      | -     | Marburg                                | Universitätskirche                                  |      | III/P     | 55       | Renovierung der 1965 im alten Gehäuse (1927) gebauten Hammer-Orgel. Modifikationen am Traktur- und Windsystem, Dispositionserweiterung und Nachintonation. |
| 2009      | -     | Hamburg                                | Hauptkirche St. Michaelis                           |      | V/P       | 86       | Renovierung der 1962 gebauten Steinmeyer-Orgel mit technischen Modifikationen (u. a. Einbau von Holztrakturen), geringfügiger Dispositionserweiterung und Nachintonation. → Orgeln der Hauptkirche Sankt Michaelis                                                                 |
| 2010      | -     | Friedenweiler                          | St. Johannes Baptist                                |      | II/P      | 20       | Restaurierung der 1892 von Wilhelm Schwarz gebauten Orgel |
| 2010      | -     | Königslutter                           | Kaiserdom                                           |      | III/P     | 44       | Restaurierung der Furtwängler & Hammer Orgel von 1892 auf den Originalzustand |
| 2010      | -     | Eichstetten                            | Ev. Kirche                                          |      | II/P      | 24       | Restaurierung der 1866 von Johann Heinrich Schäfer gebauten Kegelladen-Orgel mit Kastenbälgen → Orgel |
| 2010      | 995   | Stuttgart-Ost                          | Neuapost. Kirche                                    |      | III/P     | 28       | Neubau unter Verwendung älterer Teile. 5 Transmissionen |
| 2010      | 996   | Hamburg                                | Hauptkirche St. Michaelis                           |      | II/P      | 11       | Neubau „Carl-Philipp-Emanuel-Bach-Orgel“ → Orgeln der Hauptkirche Sankt Michaelis |
| 2011      | -     | Hamburg-Altona                         | St. Marien                                          |      | III/P     | 33       | Renovierung und Erweiterung der Führer-Orgel von 1964. 6 Transmissionen |
| 2011      | 997   | Tettnang                               | Schlosskapelle                                      |      | II/P      | 11       | Neubau; II. Manual mit 7 Wechselschleifen. 1 Extension. Seitenspielige Anlage. |
| 2012      | -     | Goslar                                 | Marktkirche                                         |      | III/Aux/P | 58       | Renovierung, Neugestaltung und Erweiterung der Schuke-Orgel von 1970 |
| 2012      | 998   | Heidelberg-Wieblingen                  | Alte Kapelle der Elisabeth-von-Thadden-Schule       |      | II/P      | 7        | Neubau unter Verwendung älterer Teile |
| 2012      | -     | Mengen                                 | Liebfrauenkirche                                    |      | II/P      | 26       | Renovierung der unter Verwendung von Teilen des Vorgängerinstrumentes (Späth 1975) 1995 gebauten Rapp-Orgel mit technischen Modifikationen, geringfügiger Dispositionsänderung und Nachintonation.                                                                                 |
| 2012      | -     | Weingarten                             | Basilika                                            |      | III/P     | 51       | Restaurierung der Chororgel. 4 originale Gabler-Register sind erhalten. |
| 2013      | 999   | Köln-Stammheim                         | Immanuel-Kirche der Brückenschlag-Gemeinde          |      | II/P      | 23       | Neubau unter Verwendung älterer Teile. Prospektlose Aufstellung hinter einem Lamellen-Screen; Spieltisch freistehend. |
| 2013      | 1000  | Einhausen                              | St. Michael                                         |      | II/P      | 23       | Neubau. 6 Transmissionen |
| 2013      | -     | Bösenreutin                            | St. Nikolaus                                        |      | II/P      | 16       | Restaurierung der Behler-Orgel von 1846/1913. Prospektlose Aufstellung des Werkes auf dem Dachboden. Elektropneumatische Traktur. |
| 2013      | 1001  | Limburg                                | Kapelle im St. Vincenz-Krankenhaus                  |      | I         | 6        | Neubau Truhenorgel mit Pfeifenprospekt |
| 2013      | -     | Trier-Euren                            | St. Helena                                          |      | III/P     | 30       | Renovierung der 1966 von Karl Späth erbauten Orgel mit Modifikationen im Traktur- und Windsystem sowie Nachintonation. |
| 2014      | 1002  | Alberndorf (AT)                        | Kath. Kirche                                        |      | II/P      | 19       | Neubau im klanglichen Stil nach Cavaillé-Coll |
| 2014      | 1003  | Stuttgart-Bad Cannstatt                | Neuapost. Kirche                                    |      | III/P     | 18       | Neubau unter Verwendung älterer Teile. I.= Koppelmanual. 1 Extension |
| 2015      | 1004  | Altenbach (Schriesheim)                | Johanneskirche                                      |      | II/P      | 9        | Neubau. Die komplette Orgel kann zu Wartungszwecken aus der Nische gefahren werden. |
| 2015      | -     | Ennetach                               | St. Cornelius und Cyprian                           |      | II/P      | 25       | Renovierung der 1965 von Karl Späth erbauten Orgel. Modifikationen im Traktur- und Windsystem, geringfügige Dispositionsänderungen. |
| 2015      | -     | Marburg                                | St. Marien                                          |      | III/P     | 56       | Umfangreiche Renovierung der 1968 gebauten Schuke-Orgel im Gehäuse von 1722 mit Modifikationen im Traktur- und Windsystem sowie geringfügigen Dispositionsänderungen und Nachintonation.                                                                                           |
| 2015      | 1005  | Podolsk-Dubrovitsj (Oblast Moskau, RU) | Kulturhaus/ArtCenter                                |      | II/P      | 27       | Neubau einer Konzertorgel im Stil nach Cavaillé-Coll |
| 2016      | 1006  | Linz (AT)                              | Anton Bruckner Privatuniversität                    |      | III/P     | 22       | Neubau einer Übungs- und Konzertorgel im Stil nach Cavaillé-Coll |
| 2016      | -     | Köln-Bayenthal                         | Reformationskirche                                  |      | III/Aux/P | 42       | Renovierung und Erweiterung der Peter-Orgel von 1954. Auxiliar-Werk auf der gegenüberliegenden Empore |
| 2016      | 1007  | Kunming (Yunnan, CN)                   | Kulturzentrum                                       |      | III/P     | 45       | Neubau einer Konzertorgel. 2 Spieltische (mechanisch im Orgelunterbau und elektrisch auf der Orchesterbühne) |
| 2017      | -     | Ailingen                               | St. Johannes Baptist                                |      | III/P     | 33       | Renovierung, Erweiterung und Neugestaltung der 1897 von Franz Anton Kiene gebauten Orgel der Vorgängerkirche. Ausgebaute Superoktavkoppeln. |
| 2017      | -     | Ringgenweiler                          | St. Stephanus                                       |      | II/P      | 10       | Restaurierung der 1907 von Franz-Xaver Späth erbauten Orgel. Pneumatische Taschenladen. |
| 2017      | 1008  | Oesede                                 | Klosterkirche St. Johann                            |      | II/P      | 15       | Neubau; II. Manual mit 9 Wechselschleifen. 1 Extension. Manualregister im Generalschweller. |
| 2017      | -     | Walldorf                               | Stadtkirche                                         |      | III/P     | 38       | Renovierung der 1967 erbauten Steinmeyer-Orgel. Umfangreiche technische Modifikationen, geringfügige Dispositionserweiterungen und Nachintonation. |
| 2018      | -     | Klein Offenseth-Sparrieshoop           | Osterkirche                                         |      | II/P      | 25       | Renovierung, Neugestaltung und Einbau der 1977 für die Apostelkirche in Bochum-Querenburg gebauten Jehmlich-Orgel. |
| 2018      | -     | München-Harthof                        | St. Gertrud                                         |      | II/P      | 26       | Renovierung der 1956 gebauten Gebr. Späth-Orgel, Umbau des Spieltisches, geringfügige Dispositionsänderungen, Nachintonation. |
| 2018      | -     | Gütersloh                              | Martin-Luther-Kirche                                |      | III/P     | 58       | Renovierung der 1951 gebauten Steinmeyer-Orgel, technische Modifikationen, Nachintonation. 2 Transmissionen. |
| 2018      | -     | Freiburg-Littenweiler                  | Auferstehungskirche                                 |      | II/P      | 24       | Renovierung der 1967 erbauten Peter-Orgel, technische Modifikationen, geringfügige Dispositionsänderungen, Nachintonation → Orgel |
| 2018      | 1009  | Hangzhou, CN                           | Zhejiang Conservatory of Music, Kleiner Konzertsaal |      | II/P      | 19       | Neubau einer Übungs- und Konzertorgel im klanglichen Stil von Cavaillé-Coll. |
| 2018      | 1010  | Hangzhou, CN                           | Zhejiang Conservatory of Music, Großer Konzertsaal  |      | IV/P      | 64       | Neubau einer Konzertorgel. |
| 2019      | -     | Freiburg                               | Friedenskirche                                      |      | II/P      | 28       | Renovierung, Umgestaltung und Einbau der 1976 von der Fa. Schuke/Berlin für die Freiburger Pauluskirche erbauten Orgel. |
| 2019      | -     | Ludwigshafen-Friesenheim               | Friedenskirche                                      |      | II/P      | 27       | Renovierung der 1958 gebauten Steinmeyer-Orgel, technische Modifikationen, geringfügige Dispositionsänderungen, Nachintonation. |
| 2019      | -     | Mainz                                  | St. Bonifaz                                         |      | III/P     | 42       | Renovierung der 1957 gebauten Oberlinger-Orgel, technische Modifikationen, geringfügige Dispositionsänderungen, Nachintonation, MIDI-Zweitspieltisch. |
| 2019      | 1011  | Cheonan                                | Buldang Catholic Church                             |      | II/P      | 21       | Orgelneubau. Fahrbarer Spieltisch im Chorbereich. |
| 2019      | 770   | Frankfurt am Main                      | Heilig-Kreuz-Kirche (Frankfurt-Bornheim)            |      | II/P      | 24       | Renovierung der 1964 von Gebr. Späth Orgelbau erbauten Orgel, Überarbeitung Spieltisch, Erneuerung Elektrik, Leder der Bälge, Membranen und anderer elektropneumatischen Teile, Windladen überholt, Windversorgung durch neue Balgregulierungen und einen neuen Motor stabilisiert |
| 2019      | -     | Lörrach-Brombach                       | Germanuskirche                                      |      | III/P     | 25       | Renovierung der 1966 erbauten Mann-Orgel. Neue Ornamentik ergänzt 2021. |
| 2019      | -     | Bad Salzuflen                          | Liebfrauenkirche                                    |      | IV/P      | 43       | Renovierung, Erweiterung und Vollendung der 1984 von der Werkstatt Gustav Steinmann Orgelbau mit 24 Registern erbauten Orgel |
| 2020      | 1012  | Luzern                                 | Musikhochschule                                     |      | III/P     | 19       | Neubau einer französisch-romantischen Konzert- und Studienorgel. 4 Transmissionen. |
| 2020      | -     | Kastellaun                             | Kirche Kreuzauffindung                              |      | II/P      | 26       | Reorganisation und Erweiterung der 1902 durch die Gebr. Gerhardt erbauten und später mehrfach veränderten Orgel. 4 Oktavextensionen und 19 Transmissionen, elektropneumatische Kegelladen.                                                                                         |
| 2020      | 1013  | Bad Godesberg-Mehlem                   | Heilandkirche                                       |      | II/P      | 23       | Neubau einer Kirchenorgel. 3 Oktavextensionen. Freistehender Spieltisch mit verglastem Trakturschacht. |
| 2020      | -     | Freiburg                               | Christuskirche                                      |      | III/P     | 39       | Renovierung der 1980 erbauten Rieger-Orgel → Orgel |
| 2021      | 1014  | Kahla                                  | St. Margarethen                                     |      | II/P      | 10       | Neubau der Chororgel (Johann-Walter-Positiv) als erstes Teilwerk einer künftigen Hauptorgel. Möglichkeit zur Umschaltung zwischen zwei verschiedenen Stimmungssystemen → Orgel |
| 2021      | -     | Pforzheim                              | Stadtkirche                                         |      | IV+Aux/P  | 65       | Renovierung und Erweiterung der 1968 erbauten Steinmeyer-Orgel. |
| 2021      | -     | Wuppertal                              | Neue reformierte Kirche                             |      | III/P     | 31       | Renovierung der 1968 erbauten Peter-Orgel → Orgel |
| 2021      | 1015  | Incheon (KR)                           | Methodist Central Church                            |      | III/P     | 29       | Neubau einer Kirchenorgel mit mobilem Spieltisch und blauen Glasschleiern. 4 Register-Extensionen. → Orgel |
| 2022      | 1016  | Linz                                   | Pöstlingbergkirche                                  |      | III/P     | 32       | Neubau einer mechanischen Kirchenorgel → Orgel |
| 2022      | -     | Greiz                                  | Stadtkirche St. Marien                              |      | III/P     | 58       | Restaurierung der 1881 durch Richard Kreutzbach erbauten und 1919 durch Gebr. Jehmlich erweiterten Orgel. Elektropneumatische Trakturen. Lieferung eines neuen mobilen Spieltisches → Orgel                                                                                        |
| 2023      | -     | Dülken                                 | St. Cornelius                                       |      | IV/P      | 66       | Renovierung und Neuintonation der 1968 durch Fa. Stockmann erbauten Orgel. Einbau eines neuen Spieltisches. → Orgel |
| 2023      | 1017  | Braunschweig                           | Dom                                                 |      | III/P     | 32       | Neue Chororgel im englisch-romantischen Klangstil in zwei spiegelsymmetrischen, frei stehenden Gehäusen beidseits des Hohen Chores. Vom neuen Zentralspieltisch aus können Haupt- und Chororgel gespielt werden. → Orgel                                                           |
| 2023      | -     | Essen                                  | Erlöserkirche                                       |      | III/P     | 38       | Renovierung und Nachintonation der 1958 erbauten Karl-Schuke-Orgel. |
| 2024      | -     | Düsseldorf-Lörick                      | St. Maria Hilfe der Christen                        |      | III/P     | 31       | Elektrosanierung der Kreienbrink-Orgel von 1959, neuer Spieltisch und Setzeranlage. |
| 2024      | 1018  | Weilheim in Oberbayern                 | Stadtkirche Mariä Himmelfahrt                       |      | IV/P      | 54 (67)  | Orgelneubau verteilt auf vier räumlich getrennte Werke. → Orgel |
| 2025      | 1019  | Busan                                  | Busan Concert Hall                                  |      | IV/P      | 64 (79)  | Neubau einer Konzertorgel mit zwei Spieltischen. Opus magnum. |